# Rana (Imasgo)
Pour les articles homonymes, voir Rana.
Rana est une localité située dans le département d'Imasgo de la province de Boulkiemdé dans la région Centre-Ouest au Burkina Faso.

## Démographie
| 2003  | 2006  | 2012 |
| ----- | ----- | ---- |
| 2 854 | 2 792 | -    |

## Éducation et santé
La commune accueille un centre de santé et de promotion sociale (CSPS) tandis que le centre médical avec antenne chirurgicale (CMA) se trouve à Koudougou.
Le village possède deux écoles primaires publiques (bourg et Gobila).